# 박상돈 (충청북도의원)
박상돈(朴相敦, 1972년 12월 18일 ~ )은 대한민국 충청북도의회 의원이다.

## 학력
- 청주강서초등학교 졸업
- 충북대학교 사범대학 부설중학교 졸업
- 세광고등학교 졸업
- 고려대학교 행정대학원 정책학과 교육정책전공 졸업(교육학 석사)

## 경력
- YMCA어학원장
- Speed Tech(주) 운영이사
- 시사영어사 ECC학원장
- 청주일보 발행인
- 충청북도 중고태권도연맹 부회장
- 2010.07 ~ 2014.06: 제9대 충청북도 청주시의회 의원
- 2014.07 ~ 2018.03: 제1대 충청북도 청주시의회 의원
- 2018년 7월 1일 ~ 2022년 6월 30일: 제11대 충청북도의회 의원

## 역대 선거 결과
|  | 26.81% |

|  | 20.95% |

|  | 19.07% |

|  | 68.16% |

|  | 48.79% |